# Prosimetrum
Un prosimetrum (plural prosimetra) es una forma literaria usada en la literatura latina que utiliza una combinación de prosa (prosa) y verso (metrum); esto es, un texto compuesto por segmentos alternos de prosa y verso. Se encuentra ampliamente difundido en la literatura occidental y oriental. Mientras que el prosimetrum narrativo puede situar el desarrollo argumental en la prosa con algunos versos ocasionales intercalados, en otro tipo domina el verso con explicaciones ocasionales en prosa de los poemas con escasa o nula presencia del elemento narrativo. Sin embargo, en el prosimetrum verdadero las dos formas literarias de expresión están representadas en igual o muy semejante proporción.

## Uso del término
Aunque esta forma ya existía en un género literario griego (la sátira menipea, llamada así por su cultivador, el griego Menipo de Gádara, pero introducida también entre los romanos por Varrón) el término prosimetrum se atestigua por vez primera en las Rationes dictandi prosaice de Hugo o Ugo de Bolonia, a principios del siglo XII. Las fuentes difieren en la fecha: una sugiere alrededor de 1119, otra alrededor de 1130. Hugo dividió la expresión literaria en tres tipos: verso cuantitativo (carmina), verso basado en recuento de sílabas y asonancia (rithmi), y "la forma mezclada... cuando una parte se expresa en verso y otra parte en prosa" (prosimetrum). El adjetivo derivado prosimétrico aparece en inglés ya en la Glossographia de Thomas Blount (1656) donde se define como "una parte en prosa, otra parte en metro o verso".
En la antigua tradición nórdico-islandesa, las historias vernáculas y las sagas familiares que citan versos de otros autores son comúnmente aceptadas como prosimetra. Los versos citados o "insertados" son una característica familiar de los textos históricos extensos también en las tradiciones irlandesa antigua e irlandesa media. El papel de tales citas en verso dentro de la narración en prosa varía: pueden extraerse como fuente histórica, citarse como corroboración objetiva de un evento o recitarse por un personaje en el diálogo.
En Japón se utilizaba una combinación de prosa y haikús llamada haibun, en la cual fue uno de los pioneros el famoso Matsuo Bashō. Esta forma se utilizaba también en la literatura árabe, como forma característica del ingenioso género de la maqama.
En Occidente los prosimetra todavía perduraron en el siglo XVI y comienzos del siglo XVII a través del género de la novela pastoril; luego desapareció, salvo en el teatro musical, donde aparecía en la mayoría de los libretos de óperas, operetas, obras musicales, oratorios y similares, porque combinaban textos en prosa (escenas de discursos, recitativos, la voz de los narradores) con formas métrico-poéticas inseparables del canto (arias, coros, corales). etc.). Prosimetrum probablemente tiene la circulación más amplia en esta área.

## Ejemplos
- El Satiricón (siglo I d. C.), de Petronio Árbitro
- La Apocolocyntosis divi Claudii / Calabacificación del divino Claudio (siglo I d. C.) de Séneca
- El Mahabhárata
- La consolación de Filosofía (c. 524) de Boecio
- Las mil y una noches (¿c. 8.ª centuria?)
- De rectoribus christianis, por Sedulio Escoto (9.ª centuria)
- El collar de la paloma (c. 1022) de Ibn Hazm
- Cosmographia (c. 1147) de Bernardo Silvestre
- Acallam na Senórach / Coloquio con los antiguos (c. 12.ª centuria)
- Buile Shuibhne / La locura de Sweeney (c. 12.ª centuria)
- Pantheon (1188) de Godofredo de Viterbo
- Gesta Danorum (c. 1208) de Saxo Grammaticus
- Aucassin et Nicolette (c. 13.ª centuria)
- La vita nuova (c. 1295) de Dante Alighieri
- Saga Eyrbyggja (c. 13.ª centuria)
- Saga de Grettir (c. 14.ª centuria)
- Arcadia (1504), novela pastoril de Jacopo Sannazaro
- Los siete libros de la Diana (1559), novela pastoril de Jorge de Montemayor
- The Countess of Pembroke's Arcadia (1590), novela pastoril de Philip Sidney
- The Lover's Watch (1686), por Aphra Behn (traducción de La Montre d'amour (1666) de Balthazar de Bonnecorse
- Sendas de Oku (1694) de Matsuo Bashō
- Spring and All (1923) de William Carlos Williams
- In Parenthesis (1937) de David Jones
- Pale Fire / Pálido fuego (1962) de Vladimir Nabokov